# 府中街道
| 神奈川県道9号標識 | 東京都道9号標識 | 東京都道16号標識 | 埼玉県道16号標識 | 東京都道17号標識 | 埼玉県道17号標識 |

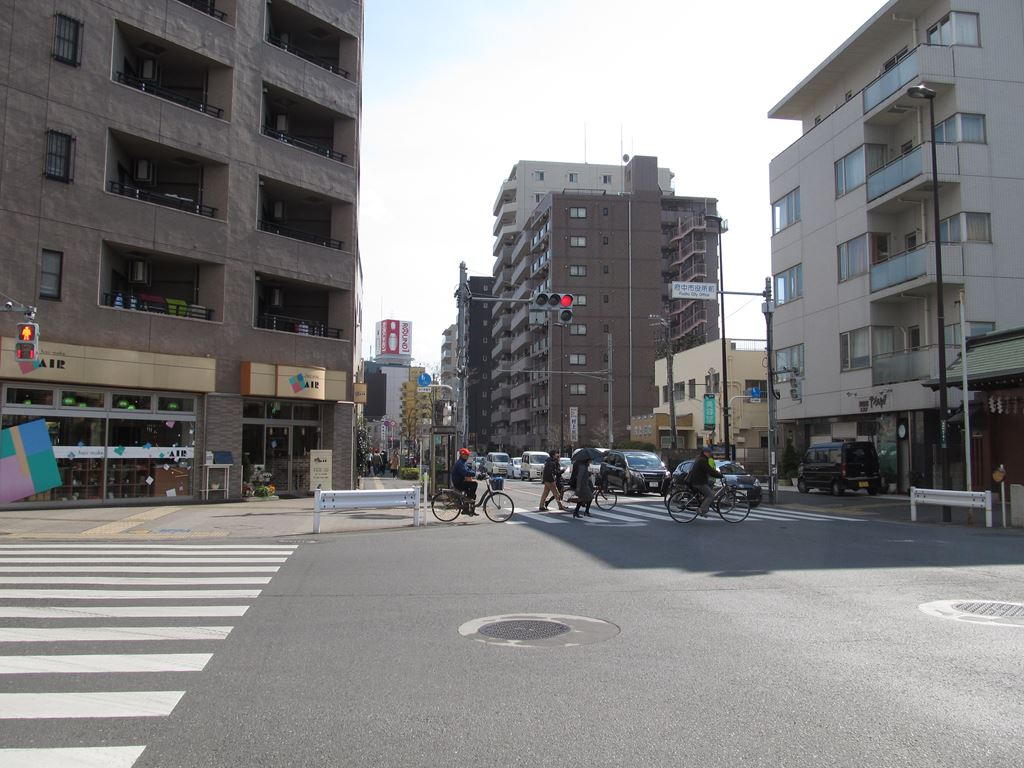
旧甲州街道との交差点南向き

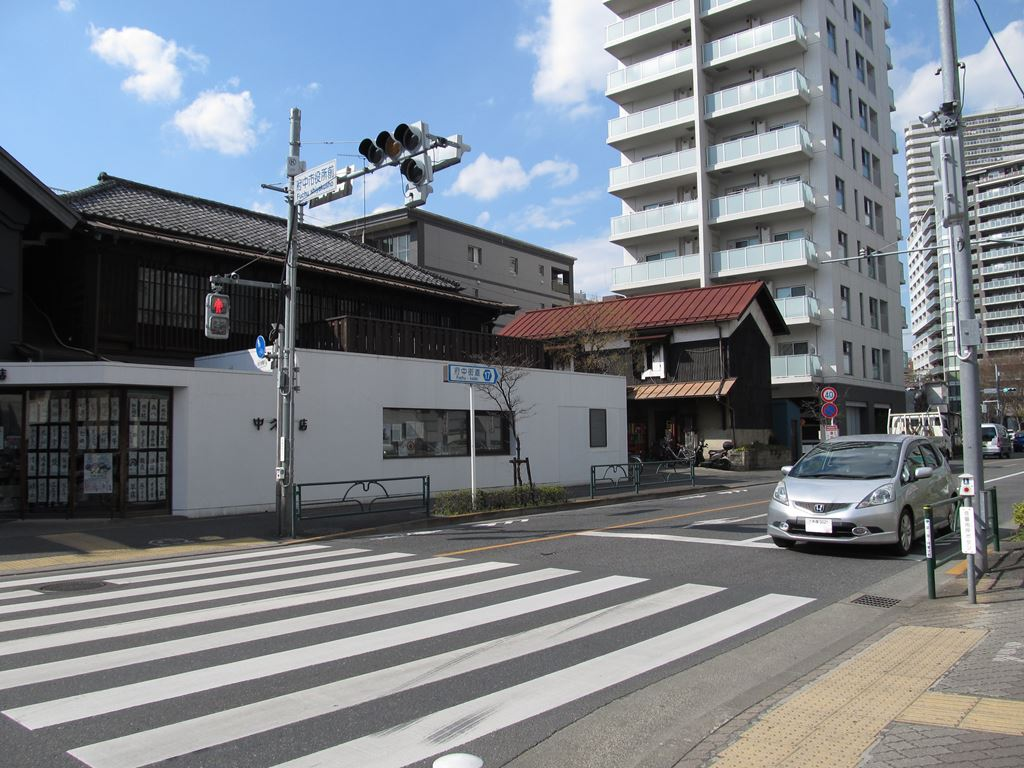
旧甲州街道との交差点北向き

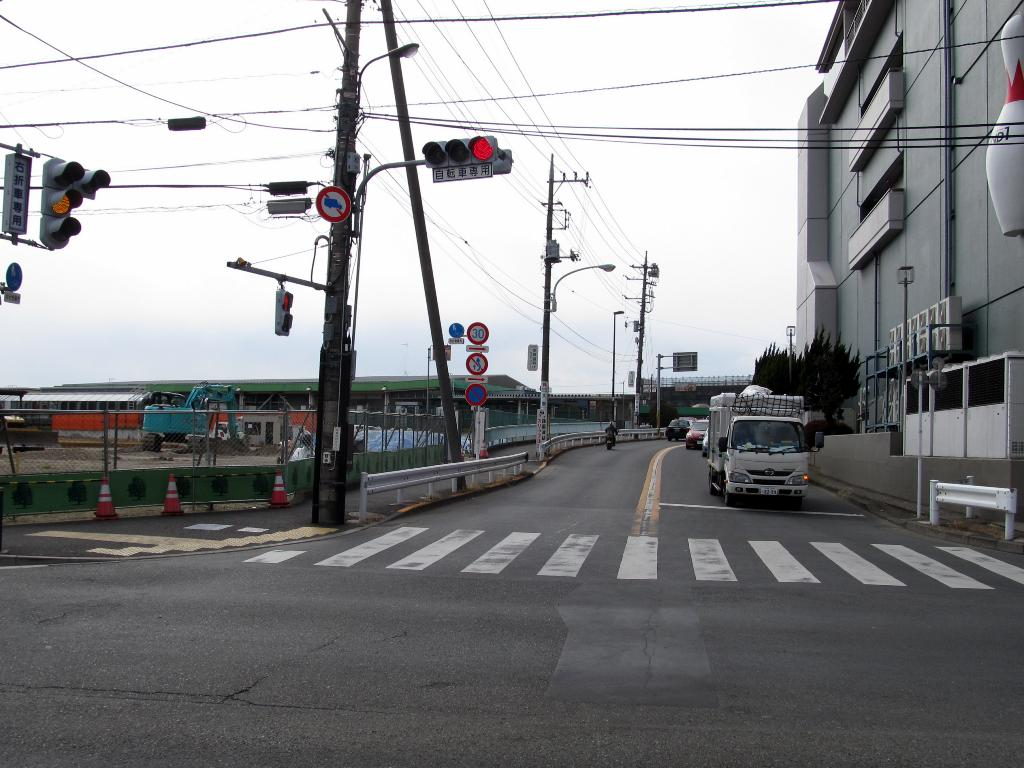
府中本町駅入口

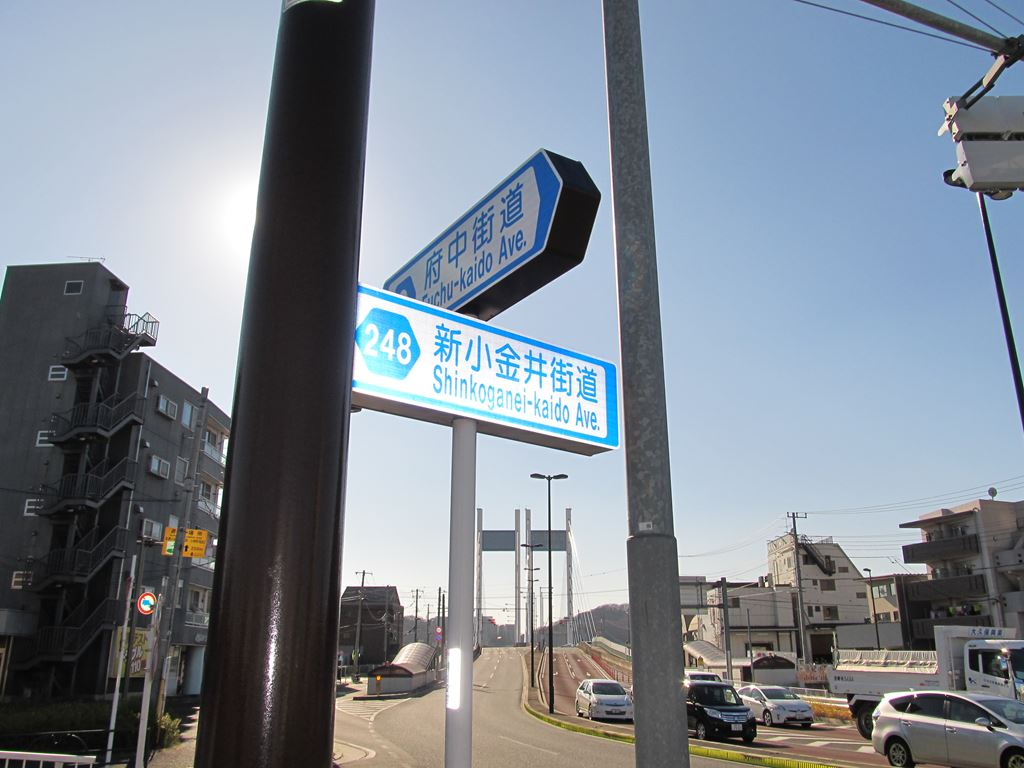
東京都道248号府中小平線とのT字路写真1、南方面。多摩川を渡る「是政橋」が見える。

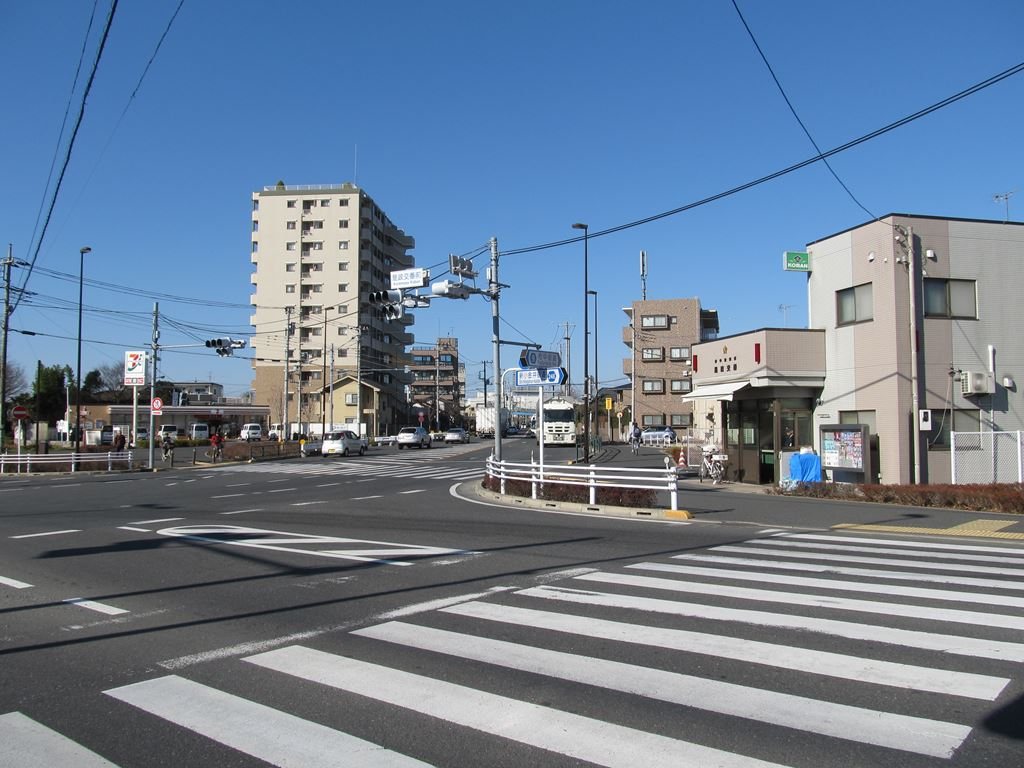
東京都道248号府中小平線とのT字路写真2、北方面。

府中街道（ふちゅうかいどう）は、JR・川崎駅付近と西武・東村山駅付近を結ぶ道路の通称。
原型は、古代に多摩川南岸の低地に、武蔵国橘樹郡（丸子・平間付近）と武蔵国府（現在の府中市）とを繋ぐために形作られた交通路（街道）である。
江戸時代に整備されたが、現在も基本的に片側1車線の狭い道路であり、部分的に片側2車線に拡幅された区間がある。
多摩南北道路が整備中で、府中清瀬線及び新府中街道が府中街道のバイパスとして機能する。

## 起点・終点
- 起点：川崎駅東口の市役所通り交差点（神奈川県川崎市川崎区）
- 終点：久米川町交差点（東京都東村山市）

## 府中街道を構成する道路
- 東京都道・埼玉県道16号立川所沢線
- 埼玉県道・東京都道17号所沢府中線
- 神奈川県道・東京都道9号川崎府中線
- 国道409号

## 橋
- 是政橋（多摩川）：東京都府中市・稲城市間

## 通過する自治体

### 東京都
- 東村山市
- 小平市
- 国分寺市
- 府中市
- 稲城市

### 神奈川県
- 川崎市
  - 多摩区
  - 高津区
  - 中原区
  - 幸区